# Relations entre la Palestine et le Salvador
Les relations entre la Palestine et le Salvador désignent les liens, échanges, confrontations, collaborations et rencontres, d’ordre économique, diplomatique, et culturel, qu’ont entretenus hier et entretiennent aujourd’hui la Palestine et le Salvador.
Les deux nations entretiennent des relations amicales, dont l'importance est centrée sur l'histoire de la migration palestinienne vers le Salvador. Il y a une communauté d'environ 60 000 à 100 000 personnes d'origine palestinienne au Salvador.

## Historique
Entre 1892 et 1918, plus de 90 Palestiniens, principalement de Bethléem, arrivent au Salvador et s'installent dans le pays. Beaucoup échappent à la conscription dans l'armée ottomane et à la Première Guerre mondiale. Au fil du temps, davantage de palestiniens arriverent au Salvador et travaillent dans diverses industries du pays. En 1933, le gouvernement salvadorien adopte une loi interdisant toute nouvelle immigration des pays du Moyen-Orient au Salvador. En 1947, le Salvador s'abstient de voter le plan de partage des Nations unies pour la Palestine.
En mai 2009, le président salvadorien d'origine palestinienne, Antonio Saca, effectue une visite dans la ville de Bethléem en Palestine. Pendant qu'il est sur place, il déclare que « la Palestine doit exister, mais Israël doit également avoir des frontières sûres, c'est la position que le pays continuera à maintenir vis-à-vis du peuple palestinien et du peuple juif ». Pendant son séjour à Bethléem, le président Saca rencontre le Premier ministre palestinien Salam Fayyad. Au cours de leur rencontre, les deux dirigeants discutent des relations entre les deux nations et le premier ministre palestinien remercie le président salvadorien pour la décision de son pays de déplacer l'ambassade salvadorienne de Jérusalem à Tel Aviv en 2006. Pendant son séjour à Bethléem, le président Saca rencontre la communauté salvadorienne résidant en Palestine.
En octobre 2011, le président palestinien Mahmoud Abbas effectue une visite officielle au Salvador. Pendant son séjour au Salvador, le président palestinien rencontre le président salvadorien Mauricio Funes. Au cours de leur rencontre, le président Funes déclare: « Nous voulons renforcer nos relations avec la Palestine... et contribuer au rétablissement des pourparlers entre la Palestine et Israël ». Le président salvadorien reconnaît officiellement la Palestine comme un pays indépendant. En mai 2013, le Salvador et la Palestine établissent des relations diplomatiques avec la visite du ministre palestinien des Affaires étrangères Riyad al-Maliki au Salvador. En octobre 2018, la Palestine ouvre une ambassade résidente à San Salvador et nomme un ambassadeur dans le pays.
En 2019, Nayib Bukele, d'origine palestinienne, est élu président du Salvador.

## Missions diplomatiques
- Le Salvador est accrédité en Palestine depuis son ambassade à Tel-Aviv, en Israël, et dispose d'un consulat honoraire à Bethléem[8].
- La Palestine a une ambassade à San Salvador.